# Даг Бьорндален
Даг Бьорндален (на норвежки: Dag Bjørndalen) е норвежки биатлонист, отказал се от спорта през 2003 г.
Той е по-големия брат на легендата в спорта Оле Ейнар Бьорндален.
Известен е като добър стрелец – според статистиката на Международната федерация по биатлнон завършва последния си сезон с най-добри показатели в стрелбата (92,5% успешна стрелба).

## Успехи
Най-доброто класиране на Даг Бьорндален в индивидуални състезания за световната купа е второ място в спринта в Лилехамер през сезон 1997/1998. Става световен шампион в отборното състезание на световното първенство в Антхолц през 1995 г. Печели още два медала от световни първенства заедно с щафетата на страната си. Успехите му включват и сребърен олимпийски медал с щафетата на Норвегия на игрите в Нагано през 1998 г.